# Погоня за любовью (сериал)
«Погоня за любовью» (англ. The Pursuit of Love) — Британский мини-сериал, романтическая драма, основанная на одноимённом романе Нэнси Митфорд. Премьера сериала состоялась 9 мая 2021 года.

## Сюжет
Действие развернется в период между двумя мировыми войнами. Две кузины Фанни и Линда, по совместительству лучшие подруги мечтают о взрослой жизни и том, что будет их ждать за пределами поместья, в котором живет Линда и ее семья, а Фанни приезжает погостить. У каждой девушки жизни складываются совершенно по разному. Судьба разбрасывает их по разным городам, но всегда сводит вновь. Фанни становится женой оксфордского преподавателя, а Линда после пары неудачных браков все еще верит, что сможет найти настоящую любовь.

## В ролях
- Лили Джеймс — Линда Рэдлетт
- Эндрю Скотт — лорд Мерлин
- Эмили Бичем — Фанни Логан
- Доминик Уэст — дядя Мэтью
- Долли Уэллс — тетя Сэди
- Битти Эдмондсон — Луиза Рэдлетт
- Фредди Фокс — Тони Крезиг
- Эмили Мортимер — Болтер
- Джорджина Морган — юная Фанни

## Производство
В декабре 2019 года стало известно, что BBC экранизирует роман Нэнси Митфорд 1945 года. Эмили Мортимер стала сценаристом и режиссером сериала, в главной роли снимется Лили Джеймс.
Съёмки сериала начались весной 2020 года, но их пришлось отложить из-за пандемии COVID-19. Они возобновились в июле в Бристоле и Бате, где к составу также присоединились Эндрю Скотт, Эмили Бичем, Доминик Уэст и Фредди Фокс.

## Прием критиков
Сериал получил хорошие отзывы критиков в британской прессе. Daily Mail и Financial Times также дали в целом положительные отзывы о шоу.